# Fatima (córka Mahometa)
Fatima bint Muhammad (arab. ‏فاطمة بنت محمد‎, ur. pomiędzy 600 a 615, zm. 632) – córka proroka Mahometa i jego żony Chadidży. W 625 poślubiła kuzyna swego ojca, Alego, ostatniego kalifa prawowiernego i pierwszego imama. Została matką Husajna, Hasana, Moszina i Zajnab. Członek rodziny Mahometa. Potomkowie Mahometa i wszyscy imamowie wywodzą się od niej i Alego.
Dynastia Fatymidów wzięła swą nazwę od jej imienia. Zaliczana jest do „czterech niezrównanych kobiet muzułmanów” obok Asiji, Marii i swej matki Chadidży.

## Tytuły
W świecie muzułmańskim (szczególnie szyickim) Fatima określana jest różnymi tytułami, m.in.:
- al-Siddeeqah (Prawdomówna),
- al-Mubarakah (Błogosławiona),
- al-Tahirah (Czysta/Nieskalana),
- al-Zakiyyah (Cnotliwa),
- al-Radhiyah (Zadowolona/Usatysfakcjonowana),
- al-Muhaddathah (Ta do której przemawiają aniołowie),
- al-Zahra (Błyszcząca/Źródło światła),
- Syedatun Nisa al-Alamin (Przywódczyni kobiet różnych światów),
- Umm al-Aaima (Matka imamów).

## Życiorys
Urodzona w kilka lat po pierwszych objawieniach Koranu. Miała trzy przybrane siostry; Zajnab, Rukajja, i Umm Kultum, zaadoptowane przez Chadidżę po śmierci ich matki, Hali. Wbrew panującym tradycjom, aby dzieckiem po urodzeniu zajmowała się mamka, Mahomet osobiście się nią zajmował, wychowując w wielkiej miłości. Wielu towarzyszy Mahometa, uwzględniając Abu Bakra i Umara, starało się poślubić Fatimę, lecz Mahomet odrzucił ich, mówiąc Alemu, że Bóg nakazał właśnie jemu ją oddać. Po śmierci ojca Fatima znalazła się w centrum politycznej zawieruchy odnośnie do tego, kto powinien być następcą Mahometa. Abu Bakr samoczynnie ogłosił się kalifem i wezwał Alego, aby ten uznał jego sukcesję. Gdy Ali odmówił, twierdząc, iż sukcesja po ostatnim proroku przebiega od jego najbliższej rodziny, a Ali został do tej roli namaszczony przez samego Mahometa, Abu Bakr i Umar wysłali siły zbrojne do jego domu pod pretekstem uzyskania fadaku (kraina zostawiona w spadku Fatimie przez Mahometa). Gdy Ali odmówił, Umar wyłamał drzwi do domu, które, przygniatając Fatimę do ściany, połamały jej żebra, doprowadzając także do poronienia Moszina, co ostatecznie zakończyło się jej śmiercią. Według narracji sunnickich i szyickich Fatima umarła w złości na Abu Bakra oraz poprosiła Alego, aby ten ją pochował w sekrecie (tak by Abu Bakr i jego stronniccy nigdy nie odnaleźli jej grobu). Lesley Hazleton pisał:

Podczas tych miesięcy, po stracie syna, prawdopodobnie największym bólem jaki ją spotkał był ostracyzm i poniżenie ze strony Abu Bakra, który próbował zmusić Alego do posłuszeństwa. (...) Kiedy czuła, iż śmierć już nadchodzi, poprosiła Alego o sekretny pochówek (...), Abu Bakr miał nie wiedzieć o jej pochówku, stwierdziła. Miał nie dostać szansy zawłaszczenia tego dnia do celów politycznych.

Mimo że poligamia jest dozwolona w islamie, Ali nie poślubił żadnej innej kobiety aż do śmierci Fatimy.